# Maybach W3
Maybach W3 – pierwszy seryjnie produkowany samochód przez Maybach-Motorenbau GmbH w latach 1921–1928.
Wykonano 305 egzemplarzy tego modelu.
Czterodrzwiowy samochód z 6-cylindrowym, benzynowym silnikiem o pojemności 5,7 litra i o mocy 70 KM (51.5 kW) o iskrowym zapłonie. Silnik ten rozpędzał to dwutonowe auto do prędkości maksymalnej 110 km/h.
Auto posiadało dwubiegową planetarną skrzynię biegów. Napęd przekazywany był na tylną oś.
Rozstaw obu osi wynosił 3660 mm.
Pojemność zbiornika paliwa wynosiła 120 litrów, a silnik spalał od 18 do 20 litrów na 100 km.